# Poggio Rusco
Poggio Rusco (Al Pòs in dialetto basso mantovano) è un comune italiano di 6 309 abitanti della provincia di Mantova in Lombardia.
Il paese si estende nella parte sud-orientale dell'Oltrepò mantovano, circa 9 km a sud del fiume Po al confine con la provincia di Modena.
Il centro abitato, così come la zona rurale circostante, è stato duramente colpito dal terremoto dell'Emilia del 2012.

## Origini del nome
Risale al 1332 il documento ufficiale più antico in cui è nominato espressamente il toponimo Podium, l'odierna Poggio Rusco. Rusco è riferibile al canale Rusco, che scorre tra il Mantovano e il Modenese, a sud di Poggio Rusco, ed è così chiamato per la pianta che vi cresce, il pungitopo (ruscus aculeatus).
Il paese sorge su un'altura di 16 metri s.l.m. (origine del nome Poggio), che è mediamente dai 3 ai 6 metri più alta rispetto alle valli e ad altri paesi circostanti, risultando meno esposta ai pericoli di alluvioni del fiume Po.

## Storia

### Periodo Matildeo
Ottone III donò al vescovo di Mantova il territorio di Poggio Rusco; l'atto di donazione fu confermato dalla gran contessa Matilde di Canossa nel 1082.

### Dai Gonzaga al Regno d'Italia
Nel 1332 il vescovo di Mantova, secondo quanto riferito in un documento notarile, cedeva la Corte del Poggio ai Gonzaga. Da quel momento Poggio Rusco ha intrecciato la propria storia con quella del capoluogo mantovano.
A partire dal XV secolo la proprietà dei terreni della Corte del Poggio venne suddivisa in due rami cadetti dei Gonzaga: i Nobili, signori della Corte Piccola, e i marchesi di Vescovato, padroni della Corte Grande; Poggio Rusco rimase in mano loro ben oltre l'estinzione della famiglia Gonzaga, signori di Mantova.
Nel 1707 Poggio Rusco, seguendo il destino del Ducato di Mantova, entrò a far parte dei domini diretti della casa d'Asburgo.
Alla fine del XVIII secolo il paese si trovò a condividere le sorti della Repubblica Cisalpina, con una violenta rivolta antifrancese nel 1799 e la definitiva capitolazione sotto l'Impero austriaco, come parte integrante del Regno Lombardo-Veneto, nel 1815.

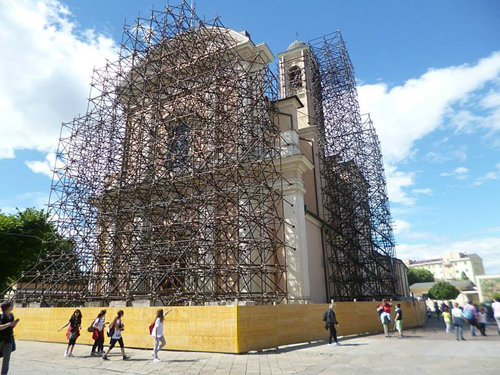
La chiesa parrocchiale dopo le opere di messa in sicurezza in seguito al sisma del maggio 2012

Nel 1866, dopo la partecipazione attiva alle guerre d'Indipendenza, avvenne l'annessione al Regno d'Italia sotto casa Savoia.
Nel 1867 il Consiglio Comunale, su richiesta del Ministero dell'interno, decise all'unanimità di identificare in modo migliore il nome Poggio, assai diffuso su tutto il territorio italiano, posponendo l'appellativo toponomastico Rusco; il nome prese spunto dalla vasta presenza sul territorio di un arbusto, il Ruscus aculeatus meglio noto come pungitopo, pianta che cresce rigogliosa lungo i canali di irrigazione delle campagne poggesi, in particolare lungo il Canale Rusco, costruito dal Consorzio Interprovinciale per la Bonifica di Burana, che divide il Mantovano dal Modenese dal lato di mezzodì.
Nel 1889 vi nacque Arnoldo Mondadori, fondatore della celebre casa editrice Arnoldo Mondadori Editore.

### Dall'Unità d'Italia ai giorni nostri
Il Novecento, seguì a grandi linee le vicissitudini del territorio mantovano. La nascita del socialismo vide a Poggio Rusco due protagonisti: Giovanni Zibordi, poggese di adozione, e Francesco Zanardi, poggese classe 1873, ricordato a Bologna come il Sindaco del Pane nella Grande Guerra.
Il Fascismo s'impose in tutta l'Italia e proprio a Poggio Rusco il 13 marzo 1921, l'assalto alla Camera del Lavoro ebbe un'eco nazionale: la notizia fu riportata su tutti i giornali nazionali.

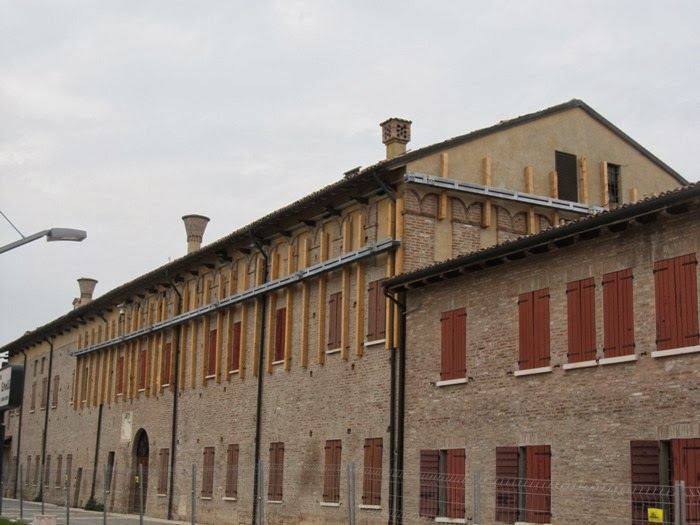
Il Palazzo Municipale dopo le opere provvisionali in seguito al sisma del maggio 2012

Durante gli ultimi mesi della seconda guerra mondiale, il paese assunse un ruolo strategico per la sua posizione poiché gli Alleati avanzavano verso il fiume Po e la Germania lungo la direttrice Bologna - Verona. È importante ricordare l'operazione militare denominata Operazione Herring, che ebbe luogo nei giorni 20-23 aprile 1945.
In questa missione 226 paracadutisti del neo Corpo Italiano di Liberazione furono lanciati per proteggere strutture ed edifici e favorire l'avanzata alleata; morirono 14 militari e 2 civili. Lo scontro più importante si consumò presso Cà Bruciata di Dragoncello (vedi Battaglia di Ca' brusada). Stanno a ricordare quella valorosa impresa un monumento ai caduti e una chiesa a loro dedicata a Dragoncello e un battaglione della Brigata paracadutisti "Folgore" denominato 3º Battaglione paracadutisti Poggio Rusco.

### I terremoti del 2012

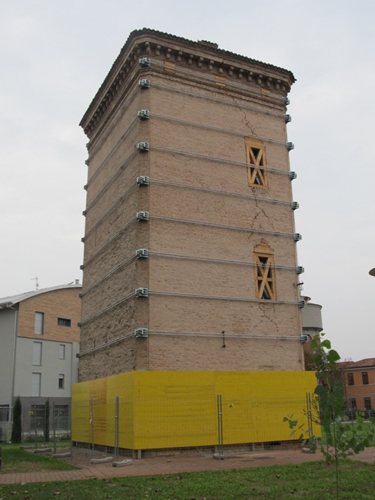
La Torre Falconiera dopo le opere provvisionali in seguito al sisma del maggio 2012

Poggio Rusco, nel maggio 2012, fu colpita da uno sciame sismico che provocò gravi danni in tutto il territorio comunale. La prima scossa di magnitudo 5,9 Richter si verificò la notte del 20 maggio 2012. Il 29 maggio 2012, dopo innumerevoli scosse di assestamento, il comune venne colpito da un nuovo sisma di magnitudo 5,8 della scala Richter che aggravò la situazione nel centro storico causando importanti crolli in chiesa parrocchiale, palazzo municipale e Torre Falconiera ma anche danneggiamenti negli edifici privati. La piazza principale, in corrispondenza della chiesa e degli edifici privati colpiti, venne interdetta al transito per pericolo di crollo degli stessi per oltre due mesi. Nell'agosto del 2012, si conclusero le opere provvisionali su chiesa parrocchiale, Torre Falconiera e municipio ma anche sugli edifici privati, e il centro storico tornò una situazione di modesta normalità.
L'edilizia scolastica risultò tuttavia il bene più colpito. Vennero rese inagibili la scuola primaria e la palestra della scuola secondaria di I grado; fu notevolmente danneggiato l'asilo nido comunale. Per fronteggiare l'emergenza fu costruito un edificio scolastico temporaneo nell'attesa di compiere le necessarie opere di ricostruzione sugli edifici danneggiati.
Il sisma del 29 maggio ebbe gravi ripercussioni anche sull'edilizia residenziale, rendendo inagibili 100 abitazioni. La maggior parte dei danni alle abitazioni si registrarono nel centro storico, nelle frazioni e nelle zone rurali, con rari casi di danneggiamenti alle strutture più moderne e recenti. I danni totali al patrimonio pubblico e privato ammontarono a svariate decine di milioni di euro.
Circa 380 persone furono ospitate nel campo di accoglienza allestito con la collaborazione dell'Esercito Italiano, mentre il numero definitivo di sfollati fu di 200 persone, beneficiarie del Contributo per l'autonoma sistemazione messo a disposizione da parte dello stato. Anche se in misura minore rispetto alla vicina bassa modenese, il sisma causò importanti danni anche al comparto industriale e agricolo, con numerose imprese costrette a continuare la produzione in tensostrutture in attesa di riparare i capannoni inagibili. Fu compromesso gravemente anche il patrimonio storico rurale, con numerose corti di campagna interessate da gravi crolli, alcune delle quali in seguito demolite a causa della precaria situazione in seguito al terremoto.

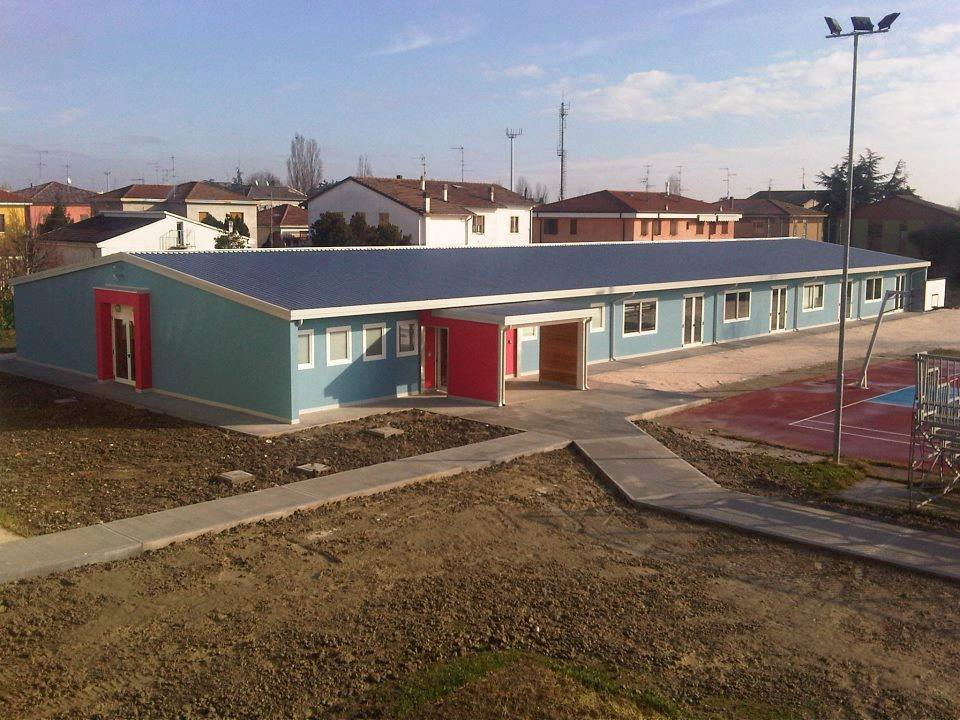
La scuola prefabbricata provvisoria costruita in sostituzione della scuola primaria gravemente danneggiata dal sisma del maggio 2012

### La ricostruzione dopo il sisma (anni 2013 - 2018)
La ricostruzione del paese prese il via, nell'estate del 2013, con l'emanazione delle ordinanze che assegnavano i contributi per il ripristino delle civili abitazioni. In quei mesi vennero altresì emanate le due ordinanze per l'assegnazione dei contributi del Fondo di solidarietà europeo, che portarono nelle casse comunali oltre un milione e mezzo di euro che sarebbero stati impiegati successivamente in numerosi cantieri pubblici. Nel marzo 2014, a due anni dal sisma, partirono le opere di ricostruzione della chiesa parrocchiale per un 1 500 000 euro grazie a donazioni, fondi regionali e della diocesi di Mantova. Il 6 dicembre dello stesso anno il centro storico tornò alla definitiva normalità con la riapertura della chiesa stessa. Dopo soli nove mesi di cantiere (rispetto ai 15 mesi preventivati nel progetto) l'edificio, tra i più duramente colpiti di tutto il mantovano, venne riconsegnato alla comunità, rappresentando una vera e propria eccellenza cantieristica nella ricostruzione post-terremoto. All'evento parteciparono una vasta folla di cittadini nonché numerose autorità civili e religiose. Lo stesso papa Francesco inviò una lettera di benedizione e di congratulazioni alla comunità poggese la quale, per l'occasione, venne letta dal vescovo di Mantova. Nell'ottobre dello stesso anno l'amministrazione comunale, alla presenza di una gremita folla e delle autorità locali e regionali, inaugurò la biblioteca, l'asilo nido e il nuovo municipio provvisorio, riconsegnando alla comunità tre edifici strategici dopo le opere di ricostruzione realizzate nei mesi precedenti grazie ai contributi del Fondo di solidarietà europeo. 

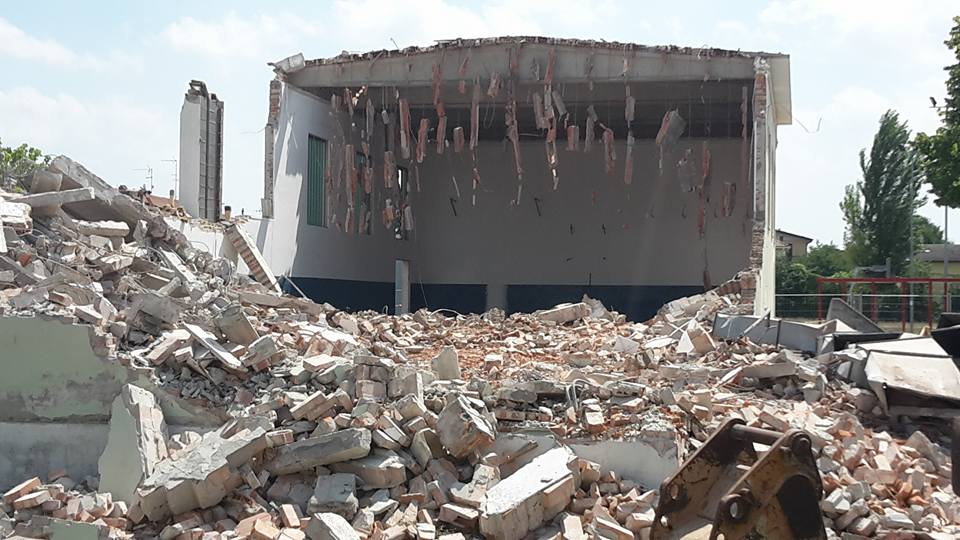
La palestra scolastica demolita in seguito al sisma del maggio 2012

Sul fronte privato, dopo l'emanazione delle ordinanze, 86 privati richiesero i contributi per la ricostruzione a fronte di 100 abitazioni inagibili. Tre dei 26 tecnici assunti da Regione Lombardia per i comuni terremotati furono integrati all'ufficio tecnico del comune per alleggerire la grande mole di lavoro nelle pratiche di ricostruzione pubblica e privata. 
Sul fronte pubblico, dopo anni di stallo sulle opere essenziali, l'inizio della costruzione della nuova scuola primaria è prevista, per un importo di 2 700 000 euro per giugno 2016. Per quanto riguarda la palestra della scuola secondaria questa, gravemente danneggiata dal sisma, è stata demolita nell'estate del 2015 per lasciare spazio a una nuova struttura antisismica la cui costruzione sarà avviata, per un importo di 1 100 000 euro, nel marzo 2016. Per quanto riguarda il patrimonio storico anche il palazzo municipale e la Torre Falconiera vedranno l'inizio delle opere di ricostruzione nell'anno 2016. Il progetto del primo, già redatto assieme ai progetti di nuova scuola primaria e nuova palestra, prevede tempi molto lunghi per il recupero dell'edificio data la sua complessità e i gravi danni subiti dalla struttura. Esso prevede un costo di 2 800 000 euro mentre per il recupero della Torre Falconiera il progetto di spesa si aggira attorno ai quattrocentomila euro. Incerti infine l'inizio e i tempi di recupero della vecchia scuola primaria gravemente lesionata dalle scosse telluriche. Il recupero si aggira sui tre milioni di euro e l'edificio verrà riconvertito nella nuova sede dell'istituto alberghiero, già presente nel territorio comunale.

### Simboli
Lo stemma, privo di decreto di concessione, è liberamente adottato dal Comune almeno dalla prima metà del XIX secolo.
Vi sono raffigurati il canale Rusco, che separa il territorio mantovano di Poggio Rusco dal Modenese, e la Torre Falconiera del XVII secolo, vero simbolo del paese.
Il gonfalone è un drappo di azzurro.

## Monumenti e luoghi d'interesse

### Palazzo Municipale, già Palazzo Gonzaga
I Terremoti dell'Emilia del 2012 hanno danneggiato gravemente il Municipio provocando crolli interni e il distacco delle due facciate. Nei mesi successivi si è provveduto alla sua messa in sicurezza consistente in tiranti e in una rete composta da legno e acciaio volta al sostegno delle facciate pericolanti.

### Torre Falconiera o Colombara
A seguito delle forti scosse di terremoto di maggio 2012, la torre ha subito gravi danni strutturali pur non registrando crolli significativi. nei mesi successivi si è provveduto alla messa in sicurezza della torre consistente in una gabbia di cavi di acciaio a sostegno dell'intera struttura in attesa di disponibilità economiche che permettano il nuovo restauro e la conseguente agibilità.

### Chiesa Parrocchiale del Santissimo Nome di Maria
I Terremoti dell'Emilia del 2012 hanno provocato gravissimi danni sia alla Chiesa causando il crollo di parte delle volte e della copertura, il distacco della facciata, sia della torre campanaria. Nei mesi successivi si è provveduto alla messa in sicurezza tramite un'impalcatura di sostegno alla facciata, una analoga impalcatura per sorreggere il campanile e un'ingabbiatura con cavi d'acciaio di sostegno alle fiancate e all'abside che hanno permesso la riapertura del centro storico in attesa di definire validi progetti di ricostruzione.
Nel mese di aprile del 2014 si sono iniziati i lavori di recupero e adeguamento sismico della Chiesa per un importo di circa 1.500.000 euro consistenti nello smontaggio delle opere provvisionali, nella ricostruzione del tetto, dei muri perimetrali e dell'abside e nel consolidamento del campanile e della facciata (tenuti uniti all'edificio grazie alle opere provvisionali) nonché nell'adeguamento alla recente normativa antisismica dell'intero l'edificio di culto

### Chiesa di Santa Maria Maddalena
La piccola chiesa dedicata a santa Maria Maddalena, eretta nel XVII secolo, è localizzata nella frazione di Stoppiaro; fu edificata su volontà della famiglia Fachetti, anch'essa storica famiglia di proprietari terrieri della zona.
Il campanile, leggermente inclinato, fu costruito nell'Ottocento.
Dice la leggenda che in un nascondiglio della chiesa, che solo il parroco pro tempore conosce, sia custodito un piccolo osso appartenuto a un animale primordiale dal quale, ogni determinate centinaia di secoli, cadrebbe una goccia (il tipo di liquido non è specificato). All'impatto col suolo, sul mondo s'abbatterebbe un cataclisma. L'ultima volta che l'evento si sarebbe verificato, il 26 dicembre 2004, avvenne lo tsunami tra Indonesia, Sri Lanka e Thailandia. 
Nel maggio 2012 la Chiesa subì danni molto gravi dal terremoto che si abbatté sull'Emilia e il Basso Mantovano. La chiesa rimase chiusa circa due anni a causa dei danni subiti in particolare alle volte e al campanile. Nell'aprile del 2014 la Chiesa venne riaperta al culto in seguito alle operazioni di ripristino e messa in sicurezza realizzate nell'inverno fra il 2013 e il 2014 per un importo di circa 100.000 euro.

### Chiesa di Santa Maria Ausiliatrice e Monumento ai Caduti
La moderna Chiesa di Maria Ausiliatrice, protettrice dei paracadutisti, fu eretta negli anni sessanta nella frazione di Dragoncello insieme con l'ara monumentale per ricordare il sacrificio dei paracadutisti e dei civili caduti durante l'Operazione Herring avvenuta nella medesima località. Precedentemente, nello stesso luogo sorgeva la piccola chiesa le cui campane erano state donate dalla famiglia Reggiani di Stoppiaro.
L'attacco di Dragoncello svolse un ruolo decisivo per l'avanzata degli alleati verso il Po. Ogni anno durante la Festa della Liberazione, il 25 aprile, le campagne intorno al piccolo borgo sono sede del lancio commemorativo dei paracadutisti attirando numerosi spettatori. A Dragoncello si può notare il monumento nazionale dedicato a questa operazione militare.

### Ex Scuola Primaria "Edmondo De Amicis"
Venne edificata intorno al 1885 e venne adibita a scuola primaria sino al maggio 2012. quando le violente scosse di terremoto di quei giorni la resero totalmente inagibile. Il Progetto di recupero ammonta a circa 2.800.000 euro. L'amministrazione comunale ha deciso di costruire un nuovo polo scolastico adibendo tale edificio e differenti funzioni scolastiche e culturali (non più a sede della scuola primaria del paese) successivamente alle opere di ricostruzione finanziate con fondi statali.

### Oratorio e Piazzetta del Tagliaferro
L'oratorio ha subito danneggiamenti in seguito al sisma del maggio 2012 analogamente a numerosissimi edifici della piazza antistante che sono stati, nei mesi successivi al terremoto, demoliti o messi in sicurezza modificando l'aspetto del quartiere.

## Geografia antropica

### Frazioni

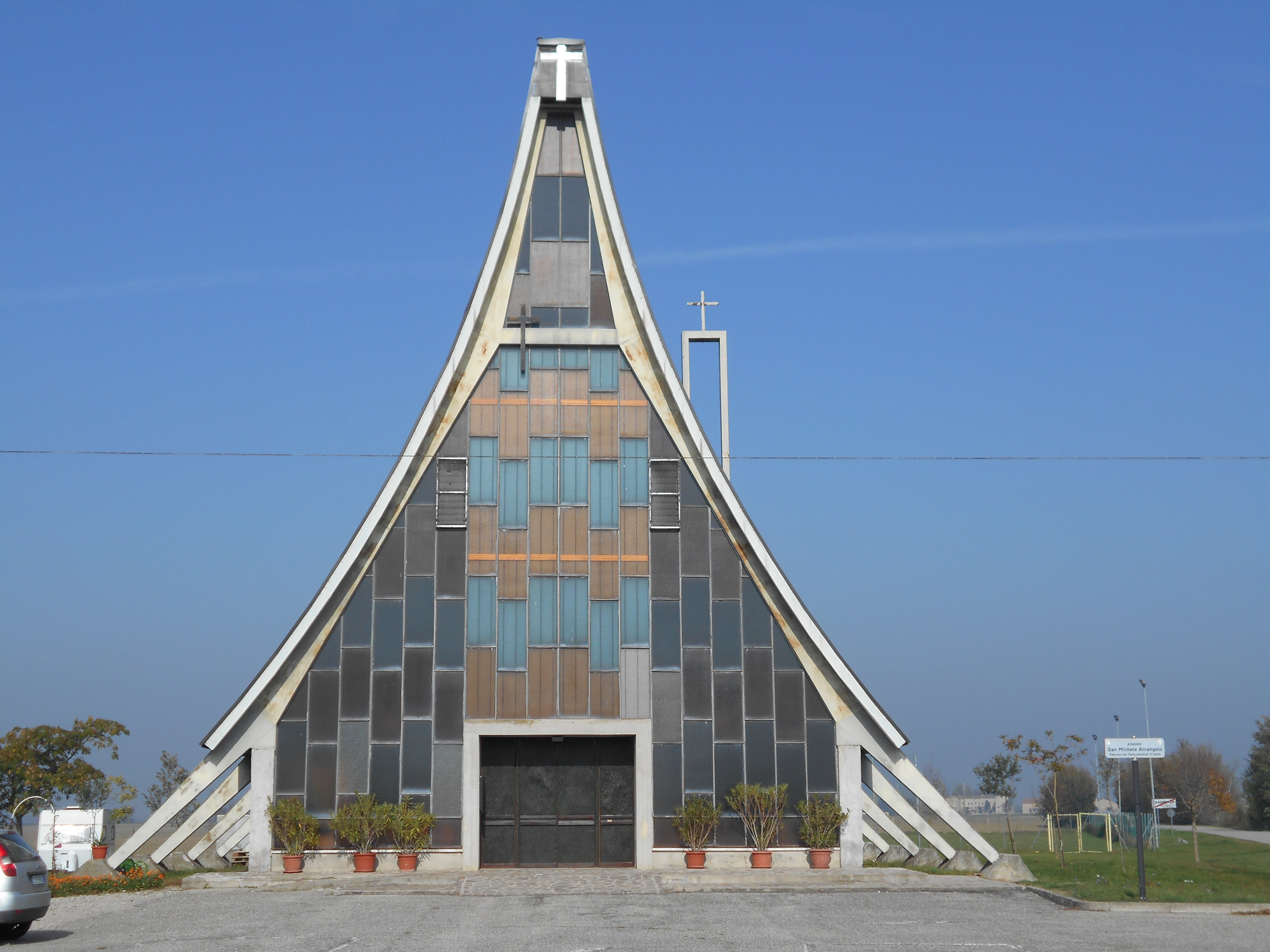
Parrocchia di Dragoncello Stoppiaro

#### Stoppiaro
Vanta origini antichissime, probabilmente etrusche: ne è prova il ritrovamento di insediamenti presso Boccazzolla, corte agricola non distante dal centro di Stoppiaro. Ufficialmente l'esistenza della borgata è documentata per la prima volta in un documento del 1353. La storia di Stoppiaro è legata negli ultimi secoli con quella della famiglia Reggiani, proprietaria di numerosi poderi. La frazione di Stoppiaro si trova a 10 metri s.l.m., conta 61 abitanti e dista dal comune 7,31 km.
Si trova molto vicino al confine con la provincia di Modena (meno di 4 km).
Dall'inizio di maggio 2013, nella zona della frazione (assieme a Quattrocase, Dragoncello e Segonda), sono state registrate numerose scosse di terremoto di magnitudo 2.0 o inferiore, e due di magnitudo superiore al 2.0 (una di 2.3 e una di 2.6). Secondo gli esperti, tali movimenti tellurici sarebbero collegati al terremoto dell'Emilia, che il 20 e 29 maggio 2012 ha colpito quest'ultima, l'Oltrepò mantovano e la fascia sud-occidentale della provincia di Rovigo. Inoltre, il giorno 20 maggio 2012, a seguito di tali terremoti, a Stoppiaro vi fu l'epicentro di due scosse di terremoto: una di magnitudo 3.7 e una di magnitudo 4.2, entrambe avvenute nel tardo pomeriggio.

#### Dragoncello
Diverse le ipotesi che sono circolate sul nome della più grande frazione di Poggio Rusco.
Sembra che l'origine derivi dalla Artemisia dracunculus (dragoncello), un'erba officinale utilizzata per aromatizzare preparazioni culinarie.
La prima testimonianza scritta dell'esistenza del piccolo borgo risale al 1082.
Dragoncello si trova a 10 metri s.l.m., dista da Poggio Rusco 8,75 km (è la frazione più distante dal comune), dista 7,8 km dal confine con la provincia di Ferrara (con la frazione bondenese Pilastri) e dista 5,5 km dal confine con la provincia di Modena (località di Baia di Mirandola). Vi risiedono 178 abitanti.
Vi ha sede la moderna Chiesa di Maria Ausiliatrice e Santa Maria Maddalena, protettrice dei paracadutisti; la chiesa fu eretta negli anni sessanta insieme con l'ara monumentale per ricordare il sacrificio dei paracadutisti e dei civili caduti durante l'Operazione Herring. 
L'attacco di Dragoncello svolse un ruolo decisivo per l'avanzata degli alleati verso il Po. Ogni anno durante la Festa della Liberazione, il 25 aprile, le campagne intorno al piccolo borgo sono sede del lancio commemorativo dei paracadutisti attirando numerosi spettatori. A Dragoncello si può notare il monumento nazionale dedicato a questa operazione militare.
A Dragoncello si trovano anche la cosiddetta Cà' brüsàda, luogo della più importante battaglia dell'Operazione Herring e il campo di calcio dove giocano alcune categorie della squadra di calcio dilettantistica della Poggese A.C.D..
La frazione è attraversata dalla Strada Statale Virgiliana, la quale forma un incrocio con due vie perpendicolari: via Dosso dell'Inferno, lungo la quale si trovano il campo di calcio e la chiesa, e via Stoppiaro, la più lunga e importante via che porta al piccolo centro abitato e, successivamente, all'omonima frazione di Stoppiaro.
A Dragoncello, secondo gli ultimi censimenti, vivono circa 100 persone, ma ci sono, in relazione alla popolazione italiana, moltissimi extracomunitari, specie di origini marocchine e cinesi. Dragoncello aveva anche una scuola elementare, chiusa poi per mancanza di studenti e divenuta un alloggio di edilizia popolare.
Da dopo l'incendio colposo dovuto a una stufa elettrica del 14 giugno 2006 l'edificio è occupato da un nucleo familiare, dalla locale Associazione Nazionale Paracadutisti d'Italia e in piccola parte anche come spogliatoio per i calciatori che giocano nel vicino campetto. Dragoncello, vista la scarsità di edifici, offre in aperta campagna un panorama amplissimo, di qualche decina di chilometri, e totalmente piatto della Pianura Padana. In alcune giornate, quando il cielo è limpido o dopo delle forti folate di vento, si possono intravedere i colli Euganei e addirittura le Alpi.
Le campagne di Dragoncello sono molto grandi e vengono sfruttate enormemente dagli enti pubblici.

#### Il Dosso
Il Dosso non è una vera e propria frazione, ma è una località che sorge sull'omonima via Dosso dell'Inferno (per questo la località è anche chiamata al Dòs 'd l'Infèran). Il Dosso si estende su una superficie relativamente ampia ma non conta più di qualche decina di abitazioni. Ufficialmente è una località del comune di Magnacavallo, ma vista la sua vicinanza a Dragoncello, Agnolo e Cantaboa, è considerata una frazione di Poggio Rusco. Qui è presente una corte gonzaghesca del Cinquecento.

#### Agnolo
Agnolo è una piccola frazione di Magnacavallo che si estende parallelamente a Cantaboa. Forma, insieme a Dragoncello, Magnacavallo e la stessa Cantaboa, una specie di confine che è il territorio della località chiamata Il Dosso. Agnolo è formato da un piccolo raggruppamento di case (una dozzina), affacciato a una strada di campagna. Agnolo si trova a 12 metri s.l.m. e si stima che vi risiedano 15 abitanti. Dista dal comune di Poggio Rusco 5 km.

#### Quattrocase
Documenti risalenti al 1409 in merito ad una donazione di un latifondo di Gianfrancesco Gonzaga a Francesco De Zaffardis identificano per la prima volta Quattrocase.
A metà del Quattrocento è stato eretto anche l'oratorio della frazione; il campanile è di epoca più recente, stimato a cavallo del XVIII e XIX secolo.
Di rilievo all'interno della piccola chiesetta il dipinto raffigurante la Madonna e il Bambino, san Francesco, san Sebastiano e santa Caterina. Al centro della raffigurazione compare lo stemma araldico della nobile famiglia Lanzoni. Il piccolo cimitero della frazione ospitò le riprese di una scena del film Novecento di Bernardo Bertolucci. Oggi il camposanto si trova in un grave stato di abbandono. La frazione è divisa a metà tra il comune di Poggio Rusco e il comune di Magnacavallo, come la vicina frazione di Agnolo.
Quattrocase si trova a 15 metri s.l.m., dista 3,15 km da Poggio Rusco e conta 147 abitanti.
Di recente è stata costruita a Quattrocase una pista ciclabile che si estende fino a Poggio Rusco, costeggiando una strada che ha la medesima direzione.

#### Segonda
Il toponimo Segonda probabilmente trae origine dal canale fluviale che scorreva nella zona.
È confermata l'esistenza di un corso d'acqua con quel nome in un documento datato 1339, un contratto di acquisto di Agnese Pico della Mirandola, moglie di Guido Gonzaga, di un "terreno in Podio". Tra i confini del podere si includeva anche il canale Secunde. Avanti per la strada verso Segonda, ad un centinaio di metri dal fondo La Vrèra (La "Verrara"), esiste sotto la strada un'antichissima chiavica a servizio di un canale. Narra la leggenda, che nella chiavica trovò rifugio una scrofa pregna, sfuggita al legittimo proprietario mentre la pascolava. Era talmente impensato il nascondiglio occupato dalla scrofa, che il proprietario non riuscì più a trovarla. Pur non avendo prove concrete, era certo che i suoi odiati vicini l'avessero catturata ed occultata e, affinché non potessero godere nulla di lei e dei nascituri suinetti, chiese a san Simeone, al quale era particolarmente devoto, di trasformare la scrofa in un mostro orrendo. Egli si sarebbe sdebitato portando, tutte le prime domeniche del mese, un grosso cero sull'altare a lui dedicato. I compaesani avevano saputo della sparizione e della maledizione e reputando che, sicuramente, la scrofa avesse trovato un altro accogliente porcile, deridevano di nascosto l'ex proprietario. Una sera, mentre tornava a casa dopo un convegno galante, extra matrimoniale, una delle persone che maggiormente derideva chi aveva perduto la scrofa, transitando sopra la chiavica udì un urlo bestiale. Gli si parò davanti un'orrenda bestia con grossa testa suina quasi appoggiata a terra, gambe corte, avanzamento lento ed un corpo quasi gelatinoso irto di setole. Seguivano il mostro altri nove piccoli mostri d'aspetto identico. Non morì dalla paura, quella persona: i capelli, però, gli divennero bianchi da corvini che erano, e divenne balbuziente. La prima domenica d'ogni mese, nello stesso momento in cui l'ex proprietario della scrofa accendeva in chiesa il cero a San Simeone, la persona cui erano diventati bianchi i capelli diventava momentaneamente cieco e gli uscivano fiotti di sangue dalla bocca.
La bestia orrenda non era altro che il primo Pidrüs della storia che, ancor oggi, si narra "al Pòs".
La frazione dista 5,32 km da Poggio Rusco, si trova a 14 metri s.l.m. e vi risiedono 49 abitanti.

#### Cantaboa
Non è una vera frazione: si tratta di un gruppo di case situate in un luogo ove s'insediarono degli Etruschi. La prima citazione (secondo documenti conservati nell'Archivio di Stato di Mantova - busta n° 154) è del 1332 allorquando tra i Gonzaga ed i Figli di Manfredo (che divennero i Pico) si tenta di apporre un confine tra i propri possedimenti al fine di riscuotere il boscatico. In una nota degli incaricati delle due Signorie interessate, si legge che "tale Amadasino, figlio di Tano Trenta da Custellum, non frequenta la zona da alcuni anni, ma anteriormente e per quasi tutta la sua vita, ha 50 anni, ha frequentato la zona del Poggio pescando nelle valli di Cantabovo e raccogliendovi legna"
La frazione di Cantaboa dista da Poggio Rusco 4,32 km, si trova a 13 metri s.l.m. e vi risiedono 41 abitanti. È costituita da una via (via Cantaboa) e da un incrocio tra due strade di campagna (via Arrivabene e via Bozzole) che portano la prima alla Strada Statale Virgiliana e l'altra in aperta campagna, in una zona denominata "Il Dosso dell'Inferno".
Lungo via Cantaboa si nota una discarica e, successivamente, poche case abitate (meno di 10). Il tutto porta a un altro incrocio: a sinistra si trova un passaggio a livello che conduce alla frazione di Quattrocase, mentre proseguendo dritti si va verso la frazione Agnolo di Magnacavallo.

#### Carobbio
Carobbio non è una vera e propria frazione, ma si potrebbe considerare come un "quartiere" di Poggio Rusco. Si estende per qualche centinaio di metri lungo via Segonda, poco dopo l'omonima frazione, e termina in corrispondenza con l'incrocio tra via Segonda e la Strada Statale Virgiliana.
Si contano in tutto una ventina di abitazioni.

#### Verdonda
Come Carobbio, anche Verdonda non figura tra le frazioni di Poggio Rusco, ma è una specie di quartiere a Sud del paese, a pochi metri dal confine tra Lombardia ed Emilia-Romagna.
Verdonda è la sede della maggior parte delle industrie e di molte attività commerciali del paese.

#### Il Carnevale
Come la zona denominata "Il Dosso dell'Inferno", anche Il Carnevale è una zona relativamente ampia ma poco abitata che sorge sull'omonima via tra Stoppiaro e Poggio Rusco. La zona vicino a Stoppiaro è quasi totalmente disabitata, mentre man mano che ci si avvicina a Poggio Rusco le abitazioni aumentano numericamente.

#### Costa-Gandini
Costa-Gandini può quasi essere definito un quartiere di Segonda, in quanto è formato da un gruppo di case situate subito dopo Segonda, lungo l'omonima via. Si trova a 14 metri s.l.m., vi risiedono 61 persone e dista da Poggio Rusco 4,36 km.

#### Il Borgo
Il Borgo è un gruppo di case situato subito dopo la frazione di Quattrocase, lungo l'omonima via che poi si ricongiunge con via Quattrocase.

#### Avia
Avia è una località di Poggio Rusco che dista 4,98 km dal comune. Si trova a 14 metri s.l.m. e vi risiedono 36 abitanti. La località è formata da un piccolo raggruppamento di case distribuito lungo la strada statale Virgiliana.

#### Le Tamarelle
Con "Le Tamarelle" si indica una piccola via ghiaiosa di poche centinaia di metri, poco prima dell'incrocio tra via Stoppiaro e via Carnevale, lungo la quale sono presenti due abitazioni e qualche altro edificio.

## Società

### Evoluzione demografica
Abitanti censiti

### Tradizioni e folclore
Nel comune ha luogo il Carnasciale Podiense, organizzato dalla Duccal Achademia dal Pidrüs e dal Comune di Poggio Rusco.
La manifestazione solitamente si protrae per due domeniche consecutive a cavallo del carnevale.

## Infrastrutture e trasporti
Poggio Rusco è attraversata dalla strada statale 12 dell'Abetone e del Brennero, che collega Pisa al Passo del Brennero, e dalla strada statale 496 Virgiliana, che collega Mantova a Ferrara.
La stazione di Poggio Rusco è servita dalla ferrovia Bologna-Verona, gestita da Rete Ferroviaria Italiana, e dalla ferrovia Suzzara-Ferrara, gestita da Ferrovie Emilia Romagna.

## Amministrazione

### Gemellaggi
- Condé-sur-Noireau[senza fonte]

## Sport

### Pallacanestro
La società Pallacanestro Primavera Mirandola, nata nel 2004 dalla fusione tra Pallacanestro Mirandola e Polisportiva Poggese Basket, ha sede a Mirandola ma gioca le partite casalinghe a Poggio Rusco. Nel 2011-2012 è stata promossa in Divisione Nazionale A, il livello più alto mai raggiunto da una formazione cestistica mantovana.

### Calcio
La società calcistica Associazione Calcio Dilettantistica Poggese, milita in Prima Categoria.

## Sitografia
- Poggio Rusco, «Italia in dettaglio», in http://italia.indettaglio.it/ita/lombardia/poggiorusco.html